# Batalha de Oravais

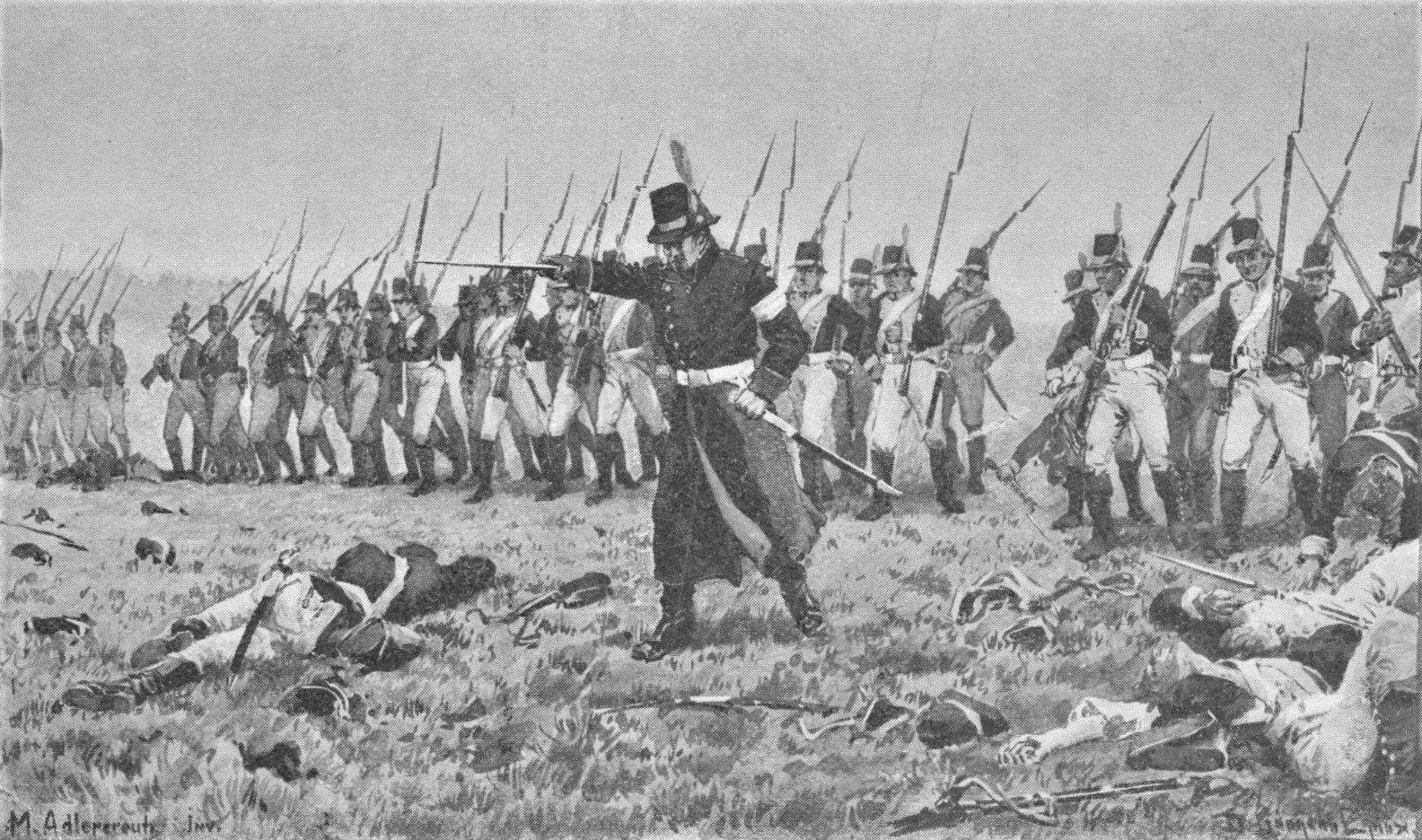
"O último ataque dos suecos" é o nome de um desenho feito por Magnus Adlercreutz que foi publicado no livro "Finska kriget 1808-1809" por Carl Otto Nordensvan; ilustra o heroico ataque sueco na Batalha de Oravais, que acabou levando à sua derrota.

A Batalha de Oravais (em finlandês: Oravaisten taistelu; Sueco: Slaget vid Oravais) foi uma das batalhas decisivas na Guerra Finlandesa, travada de 1808 a 1809 entre a Suécia e o Império Russo como parte das Guerras Napoleônicas mais amplas. Ocorrendo na atual Vörå, no oeste da Finlândia, às vezes é considerado como o ponto de virada da Guerra Finlandesa: a última chance para a Suécia transformar a guerra em seu benefício. Foi a batalha mais sangrenta do conflito, juntamente com a Batalha de Sävar, que alguns historiadores atribuem à exaustão, resignação e desespero do exército sueco: estava perdendo a guerra, e a derrota levou à perda da Finlândia para a Rússia.

## Prelúdio
No início da guerra, as forças suecas recuaram para Oulu. Eles conseguiram então repelir os russos e chegar a Savônia, apesar da capitulação da fortaleza de Sveaborg no final do verão de 1808. A Rússia se recuperou rapidamente e, no final de agosto, o exército sueco estava novamente recuando para o norte ao longo da estrada costeira. Para evitar ser cercado, o coronel Georg Carl von Döbeln foi enviado com antecedência para Nykarleby com uma brigada. A ameaça de cerco era exagerada, mas o exército sueco estava neste momento mostrando sinais de pânico e colapso. Em 13 de setembro, o exército partiu para Oravais e parou para aguardar notícias de von Döbeln, que lutava contra os russos em Jutas. O som de um canhão foi ouvido em Oravais, e uma brigada foi enviada para reforçar von Döbeln.
O exército principal russo havia marchado de Vasa em perseguição furiosa às forças suecas. A noite anterior a 14 de Setembro foi passada em bivouacs ao longo da estrada entre Vörå e Oravais. As tropas do impulsivo general-mor Yakov Kulnev assumiram a liderança e foram as primeiras a fazer contato com os suecos.

## Batalha
Ao amanhecer, os primeiros tiros foram trocados entre as tropas de Kulnev e um posto avançado sueco perto de uma ponte na floresta. Os disparos se intensificaram, a posição sueca foi reforçada continuamente enquanto o restante das forças russas atrás de Kulnev chegava. Os combates continuaram com pesadas perdas de ambos os lados até que a situação se tornou insustentável para os suecos, que recuaram para suas posições defensivas às 10h (horário de Brasília). A retirada foi coberta por uma única peça de artilharia comandada pelo subtenente Wilhelm von Schwerin, de quinze anos.
A posição principal sueca foi implantada ao longo de uma crista que foi protegida ao norte (na ala direita sueca) por uma entrada do Báltico, e o córrego Fjärdså com seu fluxo sul para norte forneceu potencial defensivo adicional. A floresta em frente ao cume havia sido desmatada para permitir à artilharia uma melhor visão dos russos que chegavam, que estavam se reagrupando na borda da floresta.
O bombardeio de artilharia então começou entre as duas forças, e continuou por uma hora até que os russos montaram um ataque frontal contra as posições suecas. Kulnev, na ala esquerda russa, atingiu a direita sueca, mas foi repelido quando sua força ficou atolada no córrego Fjärdså. Os russos agora reforçaram sua ala direita, sob o comando de Nikolay Demidov, e outro ataque foi feito. Também foi repelido, mas desta vez os suecos deixaram inexplicavelmente suas posições e contra-atacaram; Adlercreutz não tinha emitido qualquer ordem nesse sentido. O contra-ataque sueco encontrou fogo avassalador e foi forçado a se retirar com pesadas perdas.
Às 2h, a batalha estava longe de ser decidida. Os russos fizeram uma segunda tentativa de virar o flanco esquerdo sueco. Isso enfraqueceu o centro russo, e Adlercreutz ordenou um ataque forçado para explorar a fraqueza. Apesar do intenso fogo russo, o ataque prosseguiu rapidamente, e toda a linha sueca foi carregada pelo movimento. Toda a linha russa foi forçada a retirar-se de volta para a floresta, onde a batalha tinha começado no início da manhã.
No entanto, a diminuição da munição frustrou a tentativa decisiva de Adlercreutz. À medida que os reforços russos chegavam, o exército sueco se retirou para suas posições defensivas novamente. Neste ponto, a batalha ainda estava indecisa, mas o general Kamensky ordenou que a ala direita de Demidov fizesse mais uma tentativa na fraca ala esquerda sueca. Quando esta manobra começou, a noite tinha caído e a batalha durara catorze horas; tornou-se demasiado para o exército sueco, que recuou apressadamente para o norte.

## Consequências

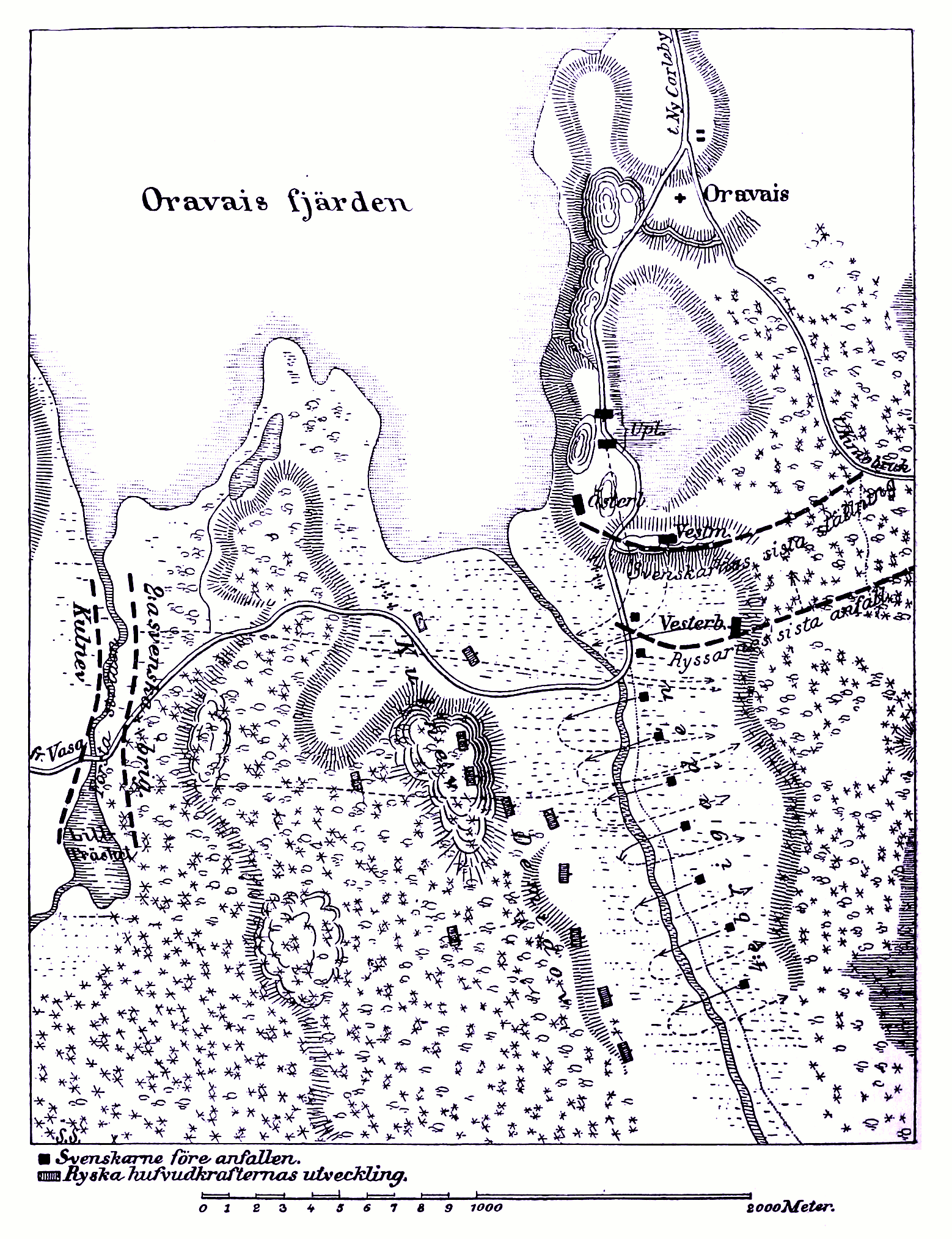
Posições na batalha

O tenente sueco Carl Johan Ljunggren recontou a retirada de Oravais assim:
"A escuridão era tamanha que, apesar dos empurrões contínuos, não se podia reconhecer o shover... Centenas de ruídos saíram da noite; por toda parte os feridos choravam, cada um na sua língua; artilheiros e cocheiros gritavam com seus cavalos exaustos e gritavam dezenas de maldições cada vez que ficavam presos, o que acontecia o tempo todo; rodas e armas sacudidas, soldados folgados; todos cambaleantes de cansaço e fome. Assim chegou o exército finalmente a Nykarleby. Os russos não seguiram, pois suas forças também foram completamente gastas.
A batalha de Oravais mostrou que o exército sueco não era taticamente inferior ao homólogo russo. No entanto, a situação estratégica sueca era desesperadora: aliada apenas à Grã-Bretanha, enfrentou a noite da Europa de Napoleão e seu aliado russo. Oravais foi apenas uma batalha no caminho para a derrota final sueca. De acordo com os relatórios de vítimas suecas, eles perderam 103 mortos, 276 feridos e 361 desaparecidos (presumivelmente mortos ou capturados). Fontes russas colocam as baixas suecas entre 1 000 e 1 500 homens. Os russos perderam 121 mortos, 665 feridos e 109 desaparecidos (presumivelmente mortos ou capturados), ou entre 1 000 e 1 100 homens.

### Regimentos suecos e perdas
- Sede e Estado-Maior suecos; 6 feridos
- Regimento Uppland (2 batalhões); 1 morto, 20 feridos e 54 desaparecidos
- Regimento Västmanland (1 batalhão); 11 mortos, 57 feridos e 27 desaparecidos
- Regimento Hälsinge (3 batalhões); 52 mortos, 131 feridos e 59 desaparecidos
- Regimento Västerbotten (1 batalhão); 4 mortos, 20 feridos e 10 desaparecidos
- Regimento Österbotten (1 batalhão); 9 mortos, 20 feridos e 89 desaparecidos
- Regimento de Infantaria Savolax (2 batalhões); 1 morto, 7 feridos e 53 desaparecidos
- Regimento Savolax Jäger (2 batalhões); 7 mortos, 2 feridos e 16 desaparecidos
- Corpo de Carélia Jäger; 16 mortos, 6 feridos e 43 desaparecidos
- Salva-vidas a cavalo (2 esquadrões); —
- Regimento de Dragões Nyland (1 esquadrão); 2 desaparecidos
- Svea, finlandês e Savolax contingentes de artilharia (18 canhões); 2 mortos, 7 feridos e 8 desaparecidos

Total: 740; 103 mortos, 276 feridos e 361 desaparecidos; dos quais pelo menos 150 suecos ilesos capturados e o restante morto ou ferido e capturado (alguns podem ter sido dispersados).